# Manfred Knodt
Manfred Knodt (ur. 11 sierpnia 1920 w Schlitz, zm. 29 października 1995) – niemiecki historyk i duchowny rzymskokatolicki.
Święcenia przyjął w obozie jenieckim Colchester w 1945 r. W latach 1948–1984 był katolickim księdzem w Stadtkirche w Darmstadt. W tym okresie zbierał informacje o historii Hesji. Przedmiotem jego badań byli zwłaszcza władcy Hesji-Darmstadt.

## Książki
- Manfred Knodt, Regenten von Hessen-Darmstadt, Darmstadt 1989.
- Manfred Knodt, Ernst Ludwig, Grossherzog von Hessen- und bei Rhein, sein Leben und seine Zeit,